# Mike Baron
Mike Baron é um autor de histórias em quadrinhos americanas, conhecido por seu trabalho na série Nexus, ao lado do desenhista Steve Rude. Baron foi indicado duas vezes por seu trabalho na série ao Eisner Award de "Melhor Escritor", em 1988 e em 1989. Em 1993, a história Nexus: The Origin ganharia o Eisner Award na categoria "Melhor História Contida", enquanto Rude e Baron ganhariam a categoria "Melhor Conjunto de Escritor e Desenhista".